# Généalogies d'un crime
Généalogies d'un crime is een Frans-Portugese misdaadfilm uit 1997 onder regie van Raúl Ruiz.

## Verhaal
Een kinderpsychologe ontdekt dat haar 5-jarige neefje moordneigingen vertoont. Terwijl ze hem bestudeert, vermoordt hij haar.

## Rolverdeling
| Acteur              | Personage        |
| ------------------- | ---------------- |
| Catherine Deneuve   | Jeanne / Solange |
| Michel Piccoli      | Georges Didier   |
| Melvil Poupaud      | René             |
| Andrzej Seweryn     | Christian        |
| Bernadette Lafont   | Esther           |
| Monique Mélinand    | Louise           |
| Hubert Saint-Macary | Verret           |
| Jean-Yves Gautier   | Mathieu          |
| Mathieu Amalric     | Yves             |
| Camila Mora         | Soledad          |
| Patrick Modiano     | Bob              |
| Jean Badin          | Advocaat         |
| Brigitte Sy         | Jeanne           |
| Laurence Clément    | Aline            |